# Парули (Калабрија)
Парули је насеље у Италији у округу Козенца, региону Калабрија.
Према процени из 2011. у насељу је живело 136 становника. Насеље се налази на надморској висини од 305 м.